# Offenbach-Mathildenviertel
Das Mathildenviertel ist ein Stadtteil der südhessischen Großstadt Offenbach am Main und umfasst die östliche Innenstadt. Mittelpunkt des Viertels ist der Mathildenplatz mit der Marienkirche.
In diesem Stadtteil lebten im Juni 2020 circa 10.000 Menschen.

## Geographische Lage
Das Viertel liegt östlich der ehemaligen Altstadt und erstreckt sich von der Friedhofstraße und der Bahnlinie im Südosten, der Bismarckstraße im Süden, der Waldstraße und der Hochschule für Gestaltung im Westen, sowie dem Main im Norden.

## Geschichte

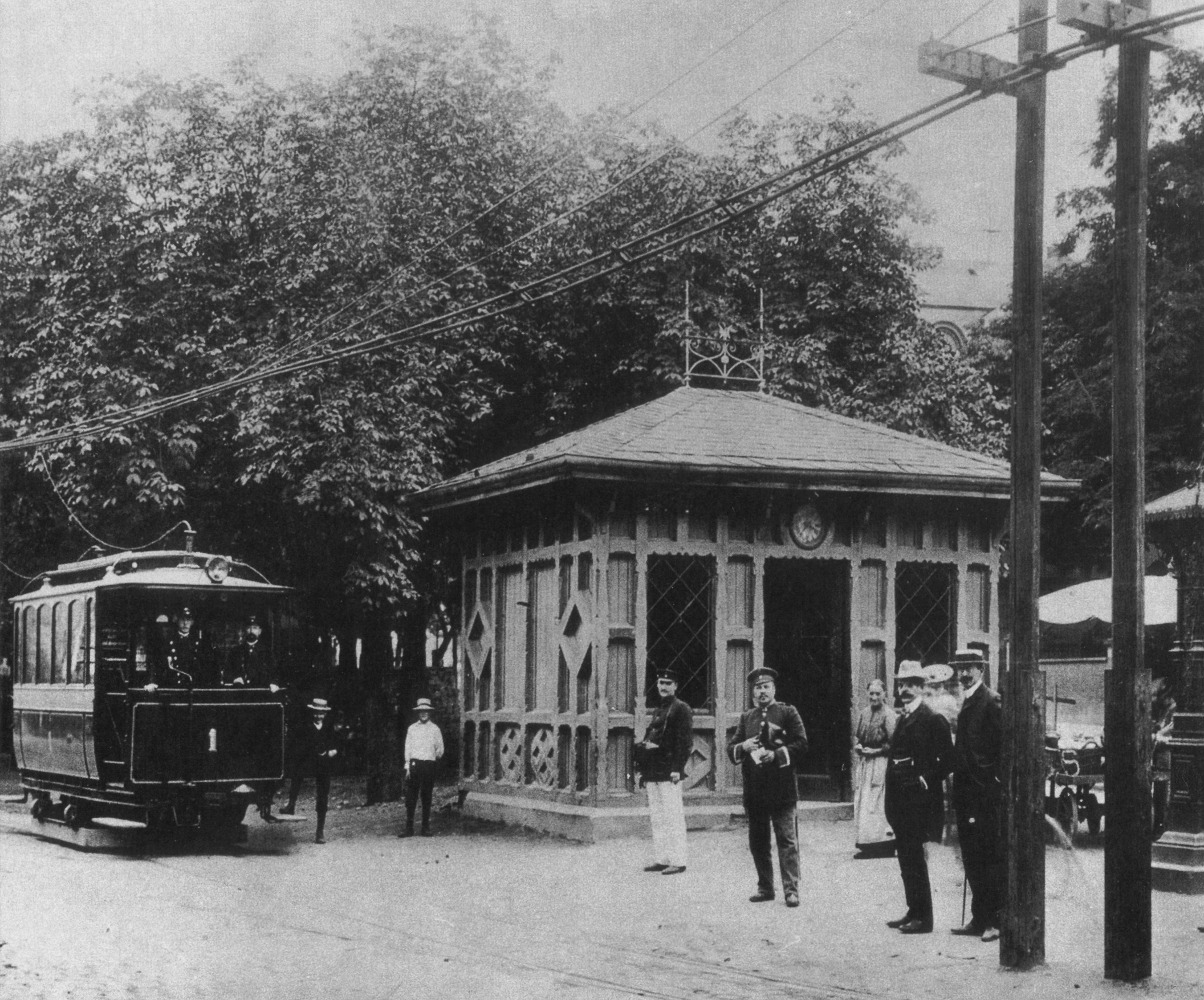
Mathildenplatz um 1890

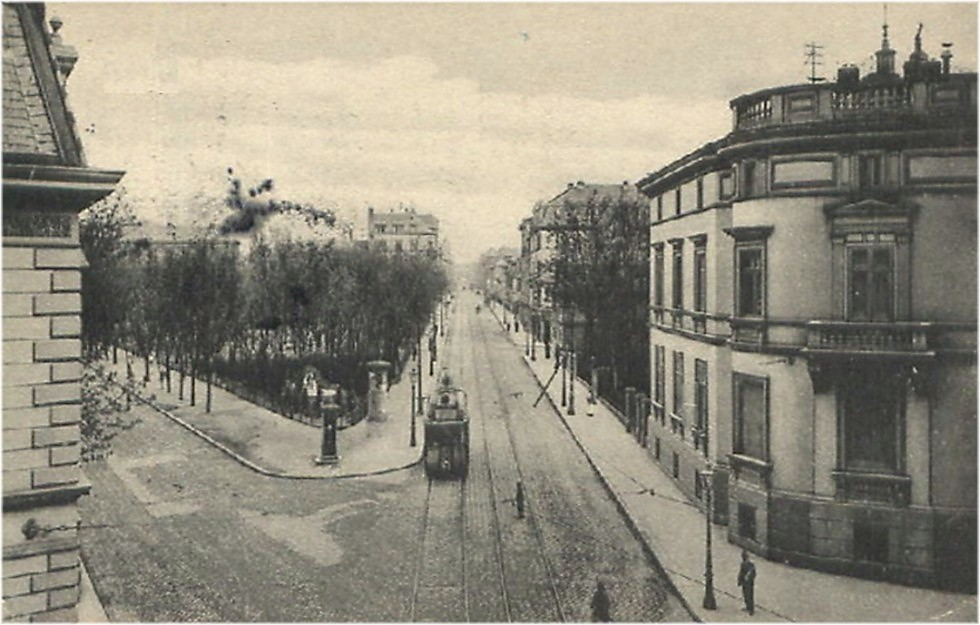
Mathildenplatz am Kreuzungsbereich Bieberer Straße – Karlstraße – Mathildenstraße um 1913

Der Name des Viertels bezieht sich auf Prinzessin Mathilde Karoline von Bayern, die 1833 durch Heirat Großherzogin von Hessen und bei Rhein wurde. Am Mathildenplatz befand sich von 1884 bis 1905 die Endhaltestelle der Frankfurt-Offenbacher Trambahn-Gesellschaft. Nachdem die Gesellschaft in städtischen Besitz übergegangen war, wurde 1906 die Straßenbahnlinie 16 vom Mathildenplatz zum Alten Friedhof verlängert (1969 wurde die Strecke zwischen Marktplatz und Friedhof stillgelegt). Die einstige Wendeschleife der Linie 16 befand sich in der Friedhofstraße (→ siehe auch: Straßenbahn Offenbach am Main), wo noch heute Schienenreste sichtbar sind (Stand: Januar 2015).
Als ehemaliges traditionelles Arbeiterviertel weisen einige Straßen des Viertels eine überdurchschnittliche Einwohnerdichte und einen hohen Anteil an Anwohnern mit Migrationshintergrund auf. Manche Immobilien wurden daher gezielt von der Stadt aufgekauft und umgebaut oder abgerissen. Auf dem Gelände der ehemaligen Gerberei J. Mayer & Sohn wurde in den 1970er Jahren die Wohnanlage Mainpark errichtet. An der angrenzenden Hermann-Steinhäuser-Straße entstand um 2003 der Gründercampus Ostpol. Für den durch die Gemeinnützige Offenbacher Baugesellschaft organisierten Bau eines Studentenwohnheimes für die Frankfurt School of Finance & Management wurde in der Hermann-Steinhäuser-Straße im Jahr 2008 ein Gründerzeitwohnhaus abgebrochen, der benachbarte Altbau an der Ecke zur Karlstraße jedoch saniert. Als Treffpunkt und Stadtteilbüro wurde das Studio am Mathildenplatz eingerichtet.
Im März 2009 musste die traditionsreiche Buchhandlung Ketteler am Mathildenplatz nach 72 Jahren schließen, nachdem die Bedeutung der angrenzenden Bieberer Straße als Geschäftsstraße zurückgegangen war. Die amtliche Bezeichnung des Mathildenviertels war Östliche Innenstadt, erst 2010 folgte die Eintragung in das amtliche Verzeichnis der Stadtteile und die formelle Umbenennung in den historischen und gebräuchlichen Begriff Mathildenviertel. Durch die zentrale Lage und die Nähe zum beliebten Wilhelmsplatz und dem Offenbacher Wochenmarkt, wo seit den 1990er Jahren eine attraktive Gastronomieszene entstand, hat das Mathildenviertel mit seinen vielen, zum Teil sanierten Gründerzeit- und Jugendstilwohnhäusern für Liebhaber von Altbauwohnungen als Wohnviertel an Beliebtheit zugenommen.

## Making Heimat
Das Deutsche Architekturmuseum (DAM) war Initiator der Ausstellung im Deutschen Pavillon auf der 15. Internationalen Architekturausstellung von Venedig 2016 mit dem Thema Making Heimat. In dieser Ausstellung war die Integrationsfähigkeit, Chancen und Probleme des Viertels das Kernthema.

## Quartiersmanagement
2002 gegründet war das Quartiersmanagement und Stadtteilbüro Mathildenviertel das erste seiner Art in Offenbach. Es befindet sich in der Krafftstraße 29 und hat sich zum Ziel gesetzt als Anlaufstelle und Treffpunkt der Bewohner des Stadtviertels zu dienen.

## Initiativen
- Die BI Östliche Innenstadt e. V. widmet sich der Verbesserung der Lebensumstände im Mathildenviertel. Auch organisiert der Verein kulturelle Veranstaltungen.[7]
- Der Runde Tisch Innenstadt ist ein Gremium,  welches sich seit 1996 sechs- bis siebenmal im Jahr trifft. Er setzt sich zusammen aus Vertretern von Schulen, Polizei, Ordnungsamt, Jugendamt, Jugendzentrum (JUZ Sandgasse), Bürgerinitiativen, Kirchen und Moschee-Gemeinden, Vereine, Wohlfahrtsverbände, Kindertagesstätten (Kitas), Elternvertretungen und interessierte Bürgerinnen und Bürger.[8] Ziele sind: 
  - Entwicklungen in der Innenstadt einschließlich des Mathildenviertels zu beobachten
  - Konkrete Missstände aufzuheben
  - Das Sicherheitsgefühl der Mitbewohner(innen) zu erhöhen
  - Die aktive und konstruktive Mitgestaltung bei Planung und Entwicklung im Stadtteil
  - Die Erhöhung der Identifikation mit dem Stadtteil und damit Verbesserung der Lebensqualität zu schaffen

## Architektur

### Allgemeines

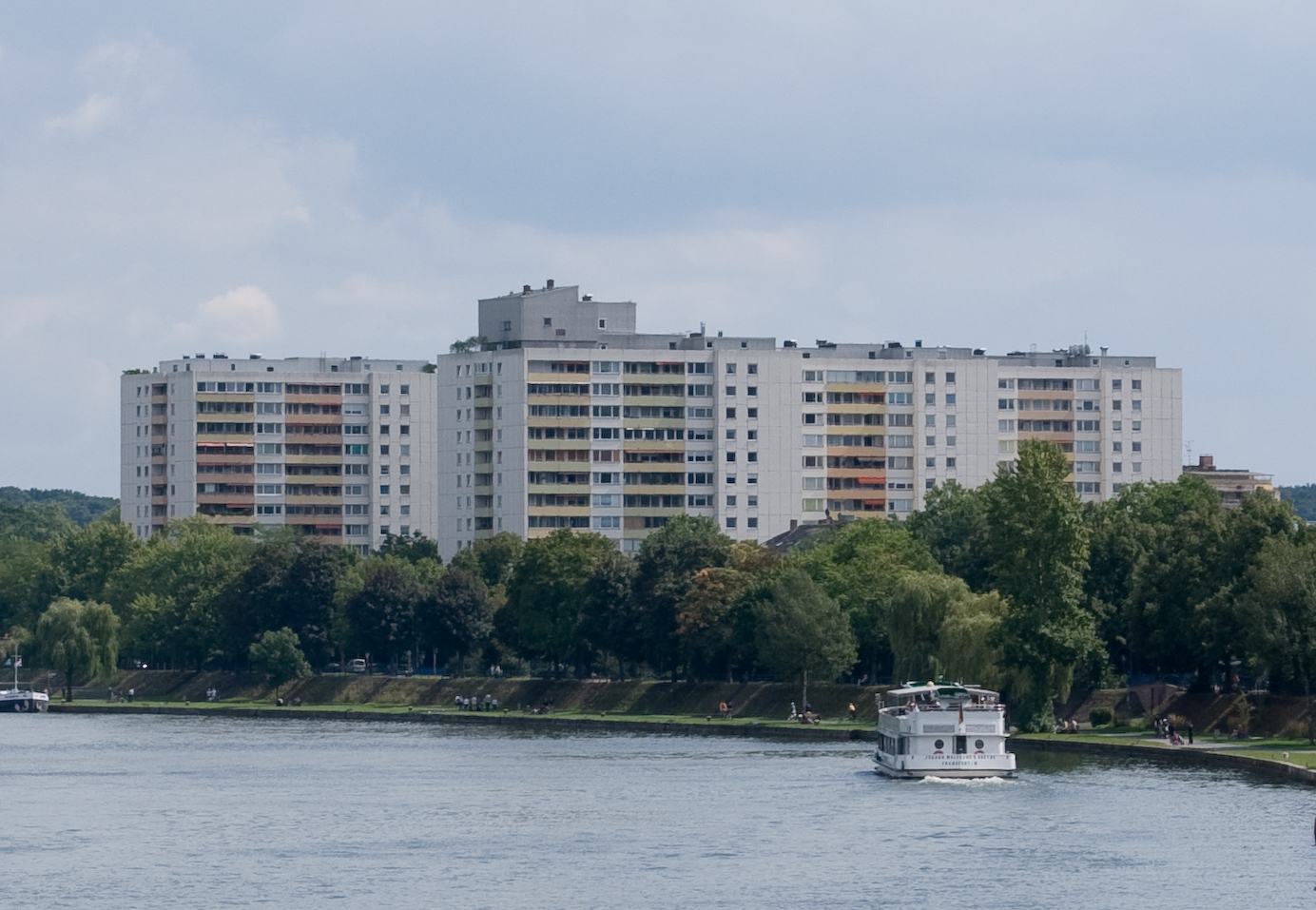
Der Mainpark von Westen aus gesehen, 2015

Da das Viertel von den Zerstörungen des Zweiten Weltkriegs weitgehend verschont blieb, ist es, besonders südlich der Berliner Straße, durch eine weitgehend geschlossen erhaltene Wohnbebauung aus der Gründerzeit und Jugendstilepoche mit typischer drei- bis fünfgeschossiger Blockrandbebauung geprägt. Viele Gebäude haben repräsentative Stuckfassaden mit Originaldetails (so zum Beispiel Haustüren und Hofportale) und stehen nicht selten unter Denkmalschutz.

### Markante Gebäude
- Am Mathildenplatz/Ecke Mathildenstraße befindet sich das frühere Hauptgebäude der Kunstgewerbeschule (einem Vorgänger der heutigen Hochschule für Gestaltung). Zu Beginn des 20. Jahrhunderts zog die Schule in einen Neubau und das Gebäude dient nun als Polizeirevier. Bei bestimmten Lichtverhältnissen ist an der Fassade noch der alte Schriftzug zu erkennen.

- Nördlich der Herrmann-Steinhäuser-Straße, zwischen Karl- und Austraße, befindet sich die Hochhaussiedlung Mainpark. Sie wurde in den frühen 1970er-Jahren gebaut und ist ein Vertreter des Beton-Brutalismus. Die heute farblich angelegte Fassade bestand bis in die 1980er hinein aus Sichtbeton-Platten. Auf dem markanten Dach des Hauses Mainstraße 119 (Haus 1) befindet sich ein stillgelegtes Blockheizkraftwerk, welches ursprünglich zur Wärmeversorgung des Wohnparks gedacht war.

- An der Ecke Karlstraße/Hermann-Steinhäuser Straße befindet sich das Gebäude Lichtpol. Die in Rottönen gehaltene Glasfassade verfügt über eine Lichtinstallation des Lichtdesigners Stephan Horn.[9] Das Gebäude dient heute als Boardinghouse der Frankfurt School of Finance & Management.

## Medien
Die preisgekrönte zweiteilige Dokumentation Leben – Liebe – Sünde des Autors Marco Giacopuzzi unter der Produktion des Hessischen Rundfunks thematisiert das Leben in der Hochhaussiedlung Mainpark. Die Serie wurde mit dem Deutschen Kamerapreis ausgezeichnet.

## Bildung

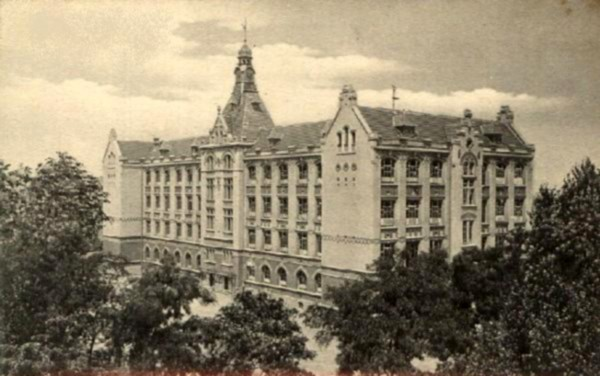
Mathildenschule um 1913

Im Mathildenviertel befindet sich die 1905 gegründete Mathildenschule. Sie ist heute eine Grund-, Haupt- und Realschule sowie Förderstufe (784 Schüler). In den ersten Jahren bestand die Schule aus zwei getrennten Bereichen, einem für Jungen und einem für Mädchen. Namensgeberin der Schule ist Großherzogin Mathilde von Hessen. Das historische Schulgebäude wurde 1976 wegen starker Bodensetzungen abgerissen und durch einen Neubau ersetzt.